# Isabel Plaza Lizama
Isabel Plaza Lizama (* 7 de mayo de 1975 La Florida, Chile), es una niña nacida en un campo de concentración durante la dictadura de Augusto Pinochet.

## Vida
Sus padres fueron detenidos el 9 de marzo de 1975, por agentes de la DINA, con dirección a la Villa Grimaldi, actual Peñalolén, luego, pocos días antes de su nacimiento, fueron trasladados a Tres Álamos, en La Florida.
El 7 de mayo de 1975, nace, en el hospital de Puente Alto y luego es devuelta junto a su madre a Tres Álamos. Según dice, otros 4 niños nacieron en circunstancias similares. Su madre y ella fueron expulsadas de Chile a fines de 1975, partiendo exiliadas a Francia, su padre fue liberado un año después, recién entonces la conoció.
Volvieron a Chile en 1988, luego de vivir en Francia, Cuba, Nicaragua y Uruguay.